# Área metropolitana de Bakersfield-Delano
El Área Estadística Metropolitana de Bakersfield-Delano, CA MSA como la denomina oficialmente la Oficina de Administración y Presupuesto, es un Área Estadística Metropolitana que abarca el condado de Kern, en el estado estadounidense de California. El área metropolitana tiene una población de 839.631 habitantes  según el Censo de 2010, convirtiéndola en la 62.º área metropolitana más poblada de los Estados Unidos.

## Principales comunidades del área metropolitana
Ciudades principales
- Bakersfield
- Delano